# Trogoderma socium
Trogoderma socium is een keversoort uit de familie spektorren (Dermestidae). De wetenschappelijke naam van de soort werd in 1895 gepubliceerd door Arthur Mills Lea.